# Thraupis palmarum
La tangara palmera (Thraupis palmarum) es una especie de ave paseriforme de la familia Thraupidae, perteneciente al  género Thraupis. Es nativa del este de América Central y del norte y centro de América del Sur.

## Nombres comunes
Aparte de tangara o tángara palmera (en Costa Rica, Ecuador, Nicaragua y Panamá), también se le denomina azulejo de palmeras (en Venezuela y Bolivia), azulejo palmero (en Colombia), tangara de palmeras (en Perú), azulejo de palmares (en Paraguay) o celestino oliváceo (en Argentina).

## Distribución y hábitat
Se distribuye ampliamente desde Nicaragua, por Costa Rica, Panamá, Colombia, hacia el este por Venezuela, también en la isla Trinidad y, desde 1962, en Tobago, Guyana, Surinam y Guayana Francesa, hacia el sur a occidente de los Andes, hasta el sur de Ecuador, y  a oriente por Ecuador, Perú, hasta el norte y este de Bolivia, este de Paraguay, casi todo Brasil (hasta Rio Grande do Sul, excepto el suroeste),  y el extremo noreste de Argentina (Misiones).
Esta especie generalmente es común y ampliamente diseminada en áreas semiabiertas y bordes de bosques, incluyendo cultivos y jardines, con preferencia por regiones más húmedas, hasta los 1300 m de altitud, un poco más elevado en los valles andinos.

## Descripción
Los adultos miden  19 cm de longitud y pesan en promedio 36 g. Su plumaje es opaco, de color gris y verde oliva. Las plumas de vuelo son negruzcas, la cola también, pero delineada con verde. En el vuelo, es visible una raya amarilla en el ala. Los sexos son similares, aunque la hembra es un poco más pálida.

## Comportamiento

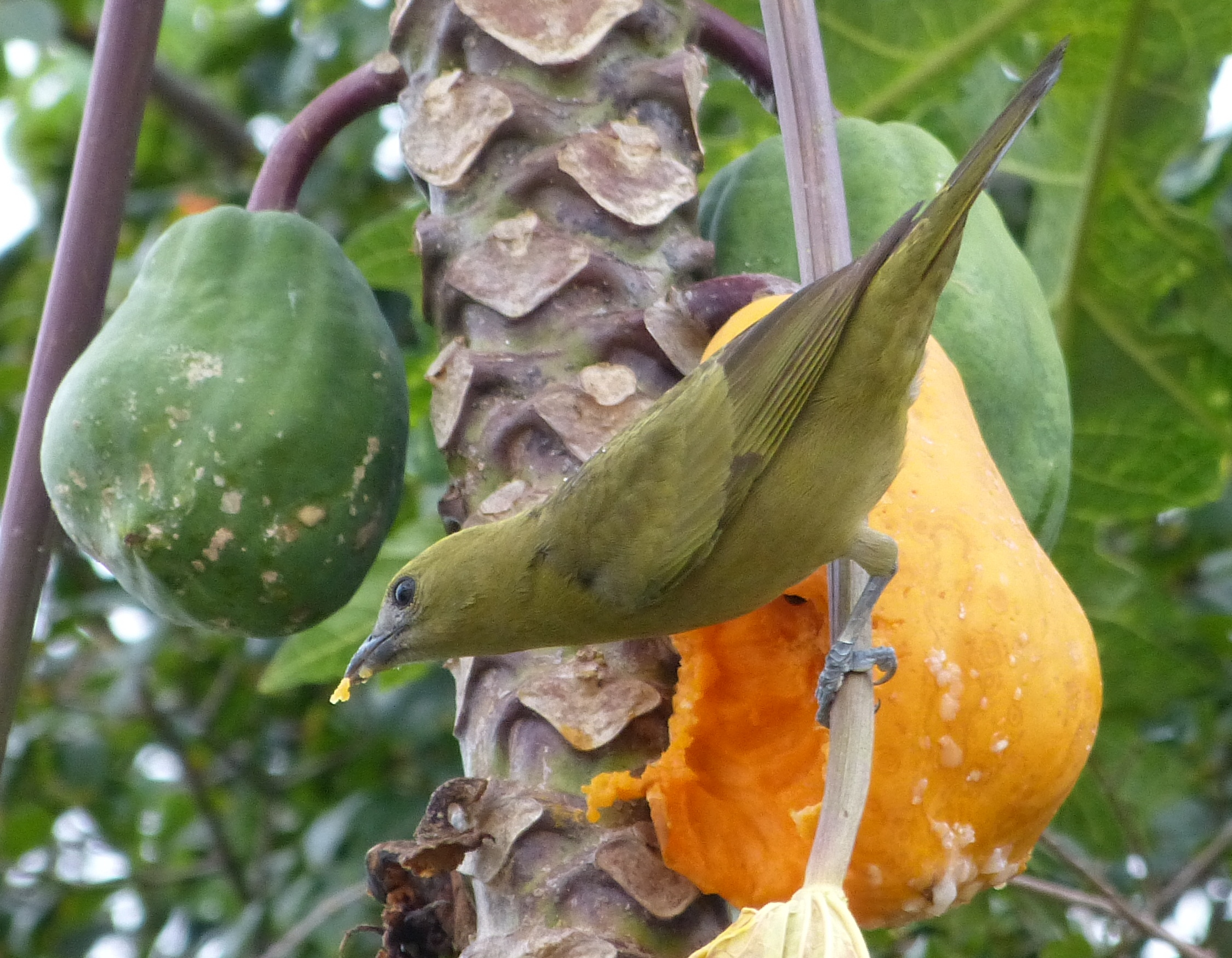
Ejemplar alimentándose de papaya.

Son sociales, y comen una gran variedad de frutos. Incluso liban a veces néctar y comen insectos, incluyendo larvas de lepidópteros. Son asiduos frecuentadores de comedores para pájaros en áreas urbanas.

### Reproducción
Construye su nido en árboles, generalmente palmas, y la hembra incuba tres, a veces dos, huevos amarillentos con manchas marrones; la incubación dura 14 días, los polluelos permanecen en el nido otros 17 días.

### Vocalización
El canto, parecido con el de la tangara ornada (Thraupis ornata), pero más rápido, es una serie de notas disonantes, agudas, poco musicales o agradables, su llamado, emitido con frecuencia, es un «tsip».

## Sistemática

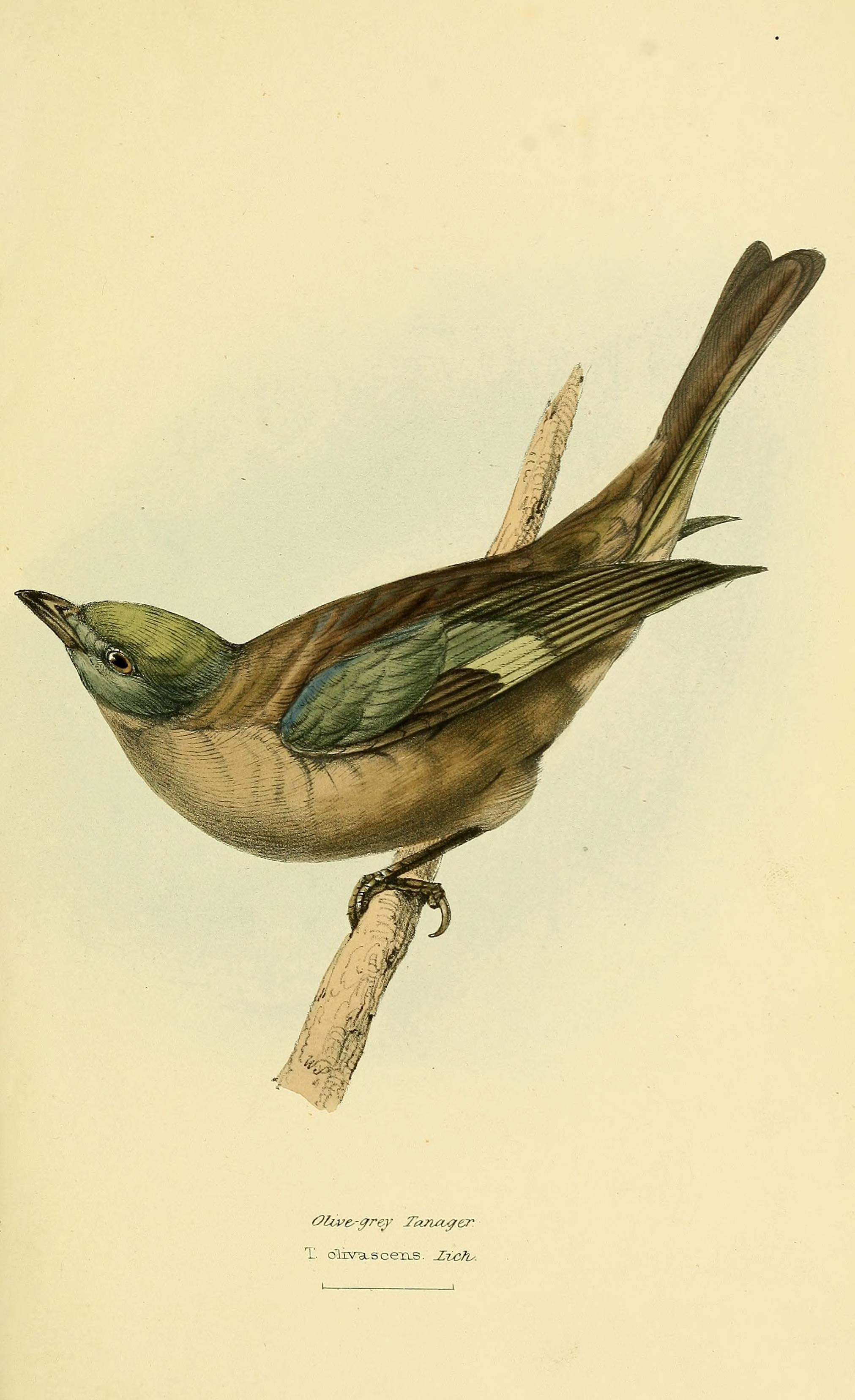
Tanagra olivascens = Thraupis palmarum, ilustración de Swainson en A selection of the birds of Brazil and Mexico, 1841.

### Descripción original
La especie T. palmarum fue descrita por primera vez por el naturalista alemán Maximilian zu Wied-Neuwied en 1821 bajo el nombre científico Tanagra palmarum; su localidad tipo es: «Canavieiras, Bahía, Brasil.».

### Etimología
El nombre genérico femenino Thraupis proviene de la palabra griega «θραυπίς thraupis»: pequeño pájaro desconocido mencionado por Aristóteles, tal vez algún tipo de pinzón (en ornitología thraupis significa «tangara»); y el nombre de la especie «palmarum» del latíin que significa «de las palmeras».

### Taxonomía
Los amplios estudios filogenéticos recientes demuestran que la presente especie es hermana de Thraupis ornata, y el par formado por ambas es hermano de Thraupis abbas.
Algunas clasificaciones como Aves del Mundo (HBW), Birdlife International (BLI) y el Comité Brasileño de Registros Ornitológicos (CBRO) colocan a la presente especie en el género Tangara, como Tangara palmarum.

### Subespecies
Según las clasificaciones del Congreso Ornitológico Internacional (IOC) y Clements Checklist/eBird v.2019 se reconocen cuatro subespecies, con su correspondiente distribución geográfica:
- Thraupis palmarum atripennis Todd, 1922 – este de Nicaragua hasta el norte de Colombia y extremo noroeste de Venezuela.
- Thraupis palmarum violilavata (Berlepsch & Taczanowski), 1884 – pendiente del Pacífico del oeste de Colombia y Ecuador.
- Thraupis palmarum melanoptera (P.L. Sclater), 1857 – este de Colombia al sur hasta el norte de Bolivia, al este hasta Venezuela, Trinidad, las Guayanas, y Amazonia brasileña.
- Thraupis palmarum palmarum (Wied-Neuwied), 1821 – este y sur de Brasil al este de Bolivia y Paraguay.